# クラヴィエーレ
クラヴィエーレ（伊: Claviere）は、イタリア共和国ピエモンテ州トリノ県にある、人口約200人の基礎自治体（コムーネ）。
フランス国境に近く、フランス側のMontgenèvreにかけて広大なスキー場となっている。

## 地理

### 位置・広がり

#### 隣接コムーネ
隣接するコムーネは以下の通り。FR-05はフランスのオート＝アルプ県所属を示す。
- チェザーナ・トリネーゼ
- Montgenèvre (FR-05)

## 外部リンク

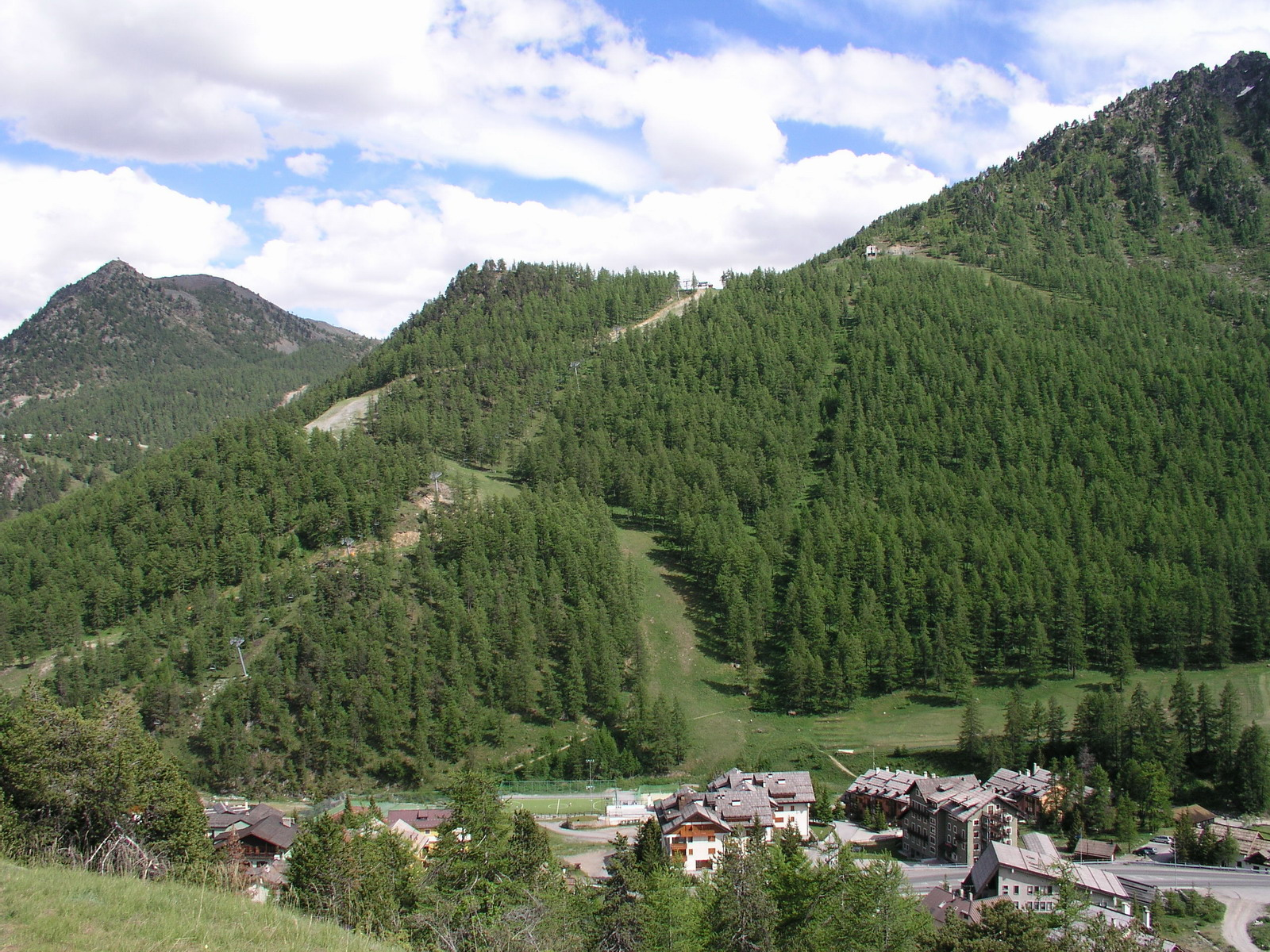
クラヴィエーレ集落